# Struthanthus uraguensis
Struthanthus uraguensis är en tvåhjärtbladig växtart som först beskrevs av Hook. & Arn., och fick sitt nu gällande namn av George Don jr. Struthanthus uraguensis ingår i släktet Struthanthus och familjen Loranthaceae. Utöver nominatformen finns också underarten S. u. stylandrus.